# Hans Aabech
Hans Vilhelm Aabech (* 1. November 1948 in Kopenhagen; † 8. Januar 2018) war ein dänischer Fußballspieler. Aabech war Stürmer und spielte in seinem Heimatland Dänemark, in den Niederlanden und in Belgien.

## Karriere
Aabech begann seine Laufbahn bei Skovshoved IF. Danach wechselte er zur Mannschaft von Hvidovre IF, mit der er 1973 die dänische Meisterschaft gewann. Im selben Jahr wurde er zu Dänemarks Fußballer des Jahres gewählt.
In den Jahren 1973 und 1974 bestritt Aabech seine einzigen drei Spiele für die dänische Nationalmannschaft. Im Sommer 1974 wechselte er zum belgischen Erstligaverein FC Brügge, bei dem er in der folgenden Spielzeit 16 Partien bestritt und fünf Tore erzielte. Es folgte je ein Jahr bei den niederländischen Mannschaften FC Twente Enschede und De Graafschap und zwei Jahre in Belgien bei KV Ostende.
1979 kehrte Aabech nach Dänemark zurück und schloss sich Hvidovre IF an. 1980 wurde er bei Kjøbenhavns Boldklub Torschützenkönig der dänischen Liga. Nach Stationen bei Lyngby BK und Drittligist Hellerup IK beendete Aabech seine Karriere.

## Erfolge
- Dänischer Meister 1973 (mit Hvidovre IF) und 1980 (mit Kjøbenhavns Boldklub)
- Dänischer Torschützenkönig 1980

## Sonstiges
- Hans Aabechs Sohn Kim (* 1983) ist ebenfalls professioneller Fußballspieler.
- Seine Tochter Susanna Lindgren (geb. Aabech * 1979) betätigt sich als Fußballamateurin.